# وريد قاعدي
الوريد القاعدي هو وريد يوجد في الدماغ البشري. يتشكّل في المادة المثقبة الأمامية باتحاد:
- (أ) وريد دماغي أمامي صغير، يصاحب شريان مخي أمامي ويزود السطح الإنسي للفص الجبهي من الوريد الأمامي القاعدي.
- (ب) الوريد الدماغي العميق الأوسط (وريد سيلفيان عميق)، الذي يتلقّى روافد الفص الجزيري ووالتلفيف المجاور، ويجري في الجزء السفلي من التلم الوحشي.
- (جـ) الأوردة المخططية السفلية، التي تخرج من الجسم المخطط من خلال المادة المثقبة الأمامية.

يمر الوريد القاعدي إلى الخلف حول السويقة المخية، وينتهي في الوريد الدماغي الداخلي؛ يتلقّى روافد من الحفرة بين السويقتين والبطين الجانبي والتلفيف المجاور للحصين والدماغ المتوسط.

## وصلات خارجية
- مخطط من موقع ucla.edu